# Ante Ćorušić
Ante Ćorušić (Split, 15. svibnja 1958. – Zagreb, 21. listopada 2024.) bio je hrvatski liječnik, ginekolog i ravnatelj Kliničkog bolničkog centra Zagreb. 

## Životopis
Rođen je u Splitu 15. svibnja 1958. godine, a podrijetlom je iz Lovreća u Imotskoj krajini.
Nakon završena studija na Medicinskom fakultetu, specijalizirao je ginekologiju i opstetriciju. Početkom Domovinskog rata, u svibnju 1991., prekinuo je specijalizaciju kako bi se kao liječnik dragovoljac pridružio Glavnom stožeru saniteta. U postrojbama hrvatske policije i Zbora narodne garde proveo je 19 mjeseci i 13 dana, zbrinjavajući ranjenike na ratištima od Vukovara, Vinkovaca i Osijeka do Pakraca, Lipika i Garešnice. Nakon demobilizacije u rujnu 1992. završava specijalizaciju, a 1994. godine kao dragovoljac odlazi u Bosnu i Hercegovinu, gdje djeluje u područjima Nove Bile, Viteza i Travnika.
Politički se aktivirao 1989. godine učlanjenjem u Hrvatsku demokratsku zajednicu u Zaprešiću. Kasnije je postao čelnik HDZ-ovog Odbora za zdravstvo i predstojnik Zavoda za ginekološku onkologiju KBC-a Zagreb. Godine 2016., tijekom mandata Vlade Tihomira Oreškovića, imenovan je ravnateljem KBC-a Zagreb, funkciju koju je obnašao do svoje smrti 2024. godine, kada je nastradao u padu na stubištu u krugu bolnice u Kišpatićevoj ulici u Zagrebu.
U braku je imao četiri sina.

## Vanjske poveznice
- Ante Ćorušić u CroRIS-u